# ریلاینس پاور
ریلاینس پاور (انگلیسی: Reliance Power) شرکت برق هندی است، که در سال ۱۹۹۵ توسط دیروبهائی امبانی تأسیس شد.